# Osame Sahraoui
Osame Sahraoui (Oslo, 2001. június 11. –) norvég korosztályos válogatott labdarúgó, a holland Heerenveen csatárja.

## Pályafutása

### Klubcsapatokban
Sahraoui a norvég fővárosban, Osloban született. Az ifjúsági pályafutását a helyi Hauketo IF-nél kezdte. 2014-ben a Vålerenga akadémiájához igazolt.
2018-ban mutatkozott be a Vålerenga tartalék, majd 2020-ban az első osztályban szereplő felnőtt keretében. Először a 2020. június 21-ei, Stabæk elleni mérkőzésen lépett pályára. Első gólját 2020. július 26-án, a Strømsgodset ellen 2–0-ra megnyert találkozón szerezte. 2023. január 31-én 3½ éves szerződést kötött a holland első osztályban érdekelt Heerenveen együttesével.

### A válogatottban
2021-ben debütált a norvég U21-es válogatottban. Először a 2021. október 8-ai, Horvátország elleni mérkőzésen lépett pályára. Első válogatott gólját 2021. november 16-án, Azerbajdzsán ellen 2–1-re megnyert EB-selejtezőn szerezte.

## Statisztikák
2023. április 15. szerint
| Klub       | Szezon   | Osztály     | Bajnokság | Bajnokság | Kupa  | Kupa | Nemzetközi | Nemzetközi | Összesen | Összesen |
| Klub       | Szezon   | Osztály     | Meccs     | Gól       | Meccs | Gól  | Meccs      | Gól        | Meccs    | Gól      |
| ---------- | -------- | ----------- | --------- | --------- | ----- | ---- | ---------- | ---------- | -------- | -------- |
| Vålerenga  | 2020     | Eliteserien | 28        | 3         | 0     | 0    | —          | —          | 28       | 3        |
| Vålerenga  | 2021     | Eliteserien | 27        | 2         | 2     | 0    | 2          | 0          | 31       | 2        |
| Vålerenga  | 2022     | Eliteserien | 29        | 6         | 1     | 0    | —          | —          | 30       | 6        |
| Vålerenga  | Összesen | Összesen    | 84        | 11        | 3     | 0    | 2          | 0          | 89       | 11       |
| Heerenveen | 2022–23  | Eredivisie  | 10        | 1         | 2     | 0    | —          | —          | 12       | 1        |
| Összesen   | Összesen | Összesen    | 94        | 12        | 5     | 0    | 2          | 0          | 101      | 12       |